# Gem Archer
Colin Murray „Gem“ Archer (* 7. prosince 1966) je anglický hudebník, známý především jako člen anglických rockových skupin Oasis a Beady Eye. Také spolupracoval s kapelou Heavy Stereo. K Oasis se přidal jako rytmický kytarista v listopadu 1999. Kapele též přispěl několika písněmi. Oasis se rozpadli v srpnu 2009, ale v listopadu 2009 Liam Gallagher oznámil, že s bývalými členy Oasis s výjimkou jeho bratra Noela pokračuje pod názvem Beady Eye.